# My Song
Pour les articles homonymes, voir My Song (homonymie).
Albums de Keith Jarrett
Treasure Island
(1977) Personal Mountains
(1978)
My Song est un album du pianiste américain Keith Jarrett, avec le saxophoniste Jan Garbarek, le bassiste Palle Danielsson et le batteur Jon Christensen sorti en 1978. C'est le deuxième disque du « quartet Européen » de Keith Jarrett.

## Réception critique
Selon la critique de Scott Yanow sur AllMusic, l'album est le plus connu du quartet européen, en particulier grâce aux qualités du titre éponyme My Song.

## Influence
Pour le pianiste norvégien Tord Gustavsen, l'album est une « influence si importante qu'elle en deviendrait presque dangereuse », et n'a osé s'en influencer que tard dans sa carrière.
Le titre est repris par plusieurs musiciens de jazz, par exemple Pat Metheny sur One Quiet Night.

## Liste des morceaux
Toutes les compositions sont de Keith Jarrett.
| No | Titre            | Durée |
| -- | ---------------- | ----- |
| 1. | Questar          | 9:10  |
| 2. | My Song          | 6:09  |
| 3. | Tabarka          | 9:11  |
| 4. | Country          | 5:00  |
| 5. | Mandala          | 8:17  |
| 6. | The Journey Home | 10:33 |

## Musiciens
- Keith Jarrett - piano, compositions
- Jan Garbarek - saxophone ténor, saxophone soprano
- Palle Danielsson - contrebasse
- Jon Christensen - batterie